# Бен Йосе
Бен Йосе (на френски: Beyne-Heusay) е селище в Югоизточна Белгия, окръг Лиеж на провинция Лиеж. Населението му е около 11 700 души (2006).